# Cnemidochroma coeruleum
Cnemidochroma coeruleum là một loài bọ cánh cứng trong họ Cerambycidae.